# كردلر (غرمي)
كردلر (بالإنجليزية: Kord Lar, Ardabil)‏ هي قرية تقع في أردبيل في إيران. يقدر عدد سكانها بـ 397 نسمة بحسب إحصاء 2016.